# Hoabinhská kultura
Hoabinhská kultura bylo období lidské civilizace v Indočíně v době pozdního paleolitu či mezolitu. Existence této kultury bývá kladena přibližně do 11. až 4. tisíciletí př. n. l., předpokládá se, že tato kultura měla styky s bacsonskou kulturou, která má již neolitické rysy (např. znalost keramiky). Lidé hoabinhské kultury žili ve vápencových masivech kolem delty Rudé řeky, jejích přítoků a podél mořského pobřeží, ve Vietnamu je známo přes 120 sídel této kultury, kultury tohoto typu byly však rozšířeny po celé jihovýchodní Asii.
Člověk uměl vyrobit jednoduché kamenné nástroje oválného, kruhovitého a trojúhelníkovitého tvaru s ostrými hranami, znal základní opracování kamene a dokázal vyrobit jednoduché nože a sekáče, mimo kamenných nástrojů byly používány nástroje z kostí a lastur. Na základě archeologických průzkumů provedených zejména v první polovině 20. století archeoložkou Madeleine Colaninovou se předpokládá, že hoabinci neznali zemědělství ani keramiku, ale že jim byl znám pohřeb kremací. Hoabinci jsou považování za lovce a sběrače..